# Джозеф Мора
Джозеф Мора (ісп. Joseph Mora, нар. 15 січня 1993, Каррісаль) — костариканський футболіст, захисник клубу «Сапрісса» та національної збірної Коста-Рики. Виступав також за низку костариканських клубів та клубів МЛС.

## Клубна кар'єра
Джозеф Мора народився 1993 року в місті Каррісаль, та є вихованцем футбольної школи клубу «Алахуеленсе». У професійному футболі дебютував 2011 року виступами за команду «Белень», в якій грав до 2012 року, взявши участь у 15 матчах чемпіонату. У 2012—1013 роках футболіст грав у складі клубу «Уругвай де Коронадо», після чого повернувся до клубу «Белень».
У 2015 році Джозеф Мора став гравцем клубу «Сапрісса», у складі якого грав до 2018 року, та був одним із основних гравців захисту команди. У 2018 році футболіст перейшов до клубу МЛС «Ді Сі Юнайтед», де також став гравцем основного складу команди. На початку 2022 року Мора перейшов до іншого клубу МЛС «Шарлотт», у якому грав до кінця 2023 року. З початку 2024 року Джозеф Мора знову грає у складі клубу «Сапрісса».

## Виступи за збірні
У 2009 році Джозеф Мора дебютував у складі юнацької збірної Коста-Рики, загалом на юнацькому рівні взяв участь у 3 іграх.
Протягом 2011—2016 років футболіст грав у складі молодіжної збірної Коста-Рики. На молодіжному рівні зіграв у 35 офіційних матчах, забив 1 гол.
У 2018 році Джозеф Мора дебютував у складі національної збірної Коста-Рики. У складі збірної був учасником розіграшу Кубка Америки 2024 року у США. Станом на листопад 2024 року зіграв у складі національної збірної 12 матчів, у яких забитими м'ячами не відзначився.